# Umbrella
Umbrella är en låt och en singel framförd av Rihanna. Den utgavs som singel 2007 och återfinns på hennes tredje studioalbum, Good Girl Gone Bad.
Umbrella är skriven av The-Dream, Tricky Stewart, Kuk Harrell, och Jay-Z (som även förekommer i musikvideon). Ursprungligen skrevs låten för Britney Spears eller Mary J Blidge, men det blev slutligen Rihanna som fick den. Låten har nått förstaplaceringen på Billboard Hot 100. Låten låg även på förstaplats på den engelska hitlistan i över 10 veckor.

## Coverversioner
Många artister och grupper världen över har gjort en cover av låten.
- Tyska The Baseballs
- Norska gruppen Loot the Louvre!
- Svenska hårdrocksbandet Lillasyster spelade in låten och släppte en video i oktober 2007. Lillasysters version blev nummer 69 på Trackslistans årslista för 2008.[4]
- Patrik's Combo tolkade låten i Dansbandskampen 2010. Låten spelades också in av Patrik's Combo på albumet De é okej 2011.[5]

## Listplaceringar

### Rihanna
| Lista (2007-2008)   | Topplacering |
| ------------------- | ------------ |
| Australien          | 1            |
| Belgien (Flandern)  | 1            |
| Belgien (Vallonien) | 3            |
| Danmark             | 8            |
| Finland             | 2            |
| Italien             | 3            |
| Nederländerna       | 2            |
| Norge               | 1            |
| Nya Zeeland         | 1            |
| Schweiz             | 1            |
| Sverige             | 2            |
| Österrike           | 1            |

### Lillasyster
| Lista (2007-2008) | Topplacering |
| ----------------- | ------------ |
| Sverige           | 20           |

### The Baseballs
| Lista (2009-2010)   | Topplacering |
| ------------------- | ------------ |
| Belgien (Flandern)  | 27           |
| Belgien (Vallonien) | 21           |
| Finland             | 1            |
| Nederländerna       | 3            |
| Norge               | 6            |
| Schweiz             | 9            |
| Spanien             | 38           |
| Sverige             | 19           |
| Österrike           | 58           |

### Fotnoter
1. ↑  Ryzik, Melena. ”Rihanna News”. The New York Times. http://topics.nytimes.com/topics/reference/timestopics/people/r/rihanna/index.html. Läst 26 maj 2010.
2. ↑  ”Stream Swivel "Umbrella" (Rihanna Cover)”. Arjan Writes. http://www.arjanwrites.com/arjanwrites/2007/06/stream_swivel_u.html. Läst 30 januari 2011.
3. ↑  Breihan, Tom (15 juni 2007). ”Album Reviews: Good Girl Gone Bad”. Pitchfork.com. Arkiverad från originalet den 19 januari 2011. https://web.archive.org/web/20110119110242/http://pitchfork.com/reviews/albums/10320-good-girl-gone-bad/. Läst 30 januari 2011.
4. ↑  ”Tracks hits 2008 - Melodier topp 100”. Sveriges Radio. 27 december 2008. Arkiverad från originalet den 19 februari 2009. https://web.archive.org/web/20090219170411/http://www.sr.se/p3/tracks/a08melodi.stm. Läst 27 december 2008.
5. ↑  ”Svensk mediedatabas”. http://smdb.kb.se/catalog/id/002700099. Läst 17 maj 2011.
6. ↑  ”Listplacering”. http://australian-charts.com/showitem.asp?interpret=Rihanna+feat%2E+Jay-Z&titel=Umbrella&cat=s. Läst 20 maj 2011.
7. ↑  ”Listplacering”. http://www.ultratop.be/nl/showitem.asp?interpret=Rihanna+feat%2E+Jay-Z&titel=Umbrella&cat=s. Läst 20 maj 2011.
8. ↑  ”Listplacering”. http://www.ultratop.be/fr/showitem.asp?interpret=Rihanna+feat%2E+Jay-Z&titel=Umbrella&cat=s. Läst 20 maj 2011.
9. ↑  ”Listplacering”. Arkiverad från originalet den 30 augusti 2011. https://web.archive.org/web/20110830230849/http://danishcharts.com/showitem.asp?interpret=Rihanna+feat%2E+Jay%2DZ&titel=Umbrella&cat=s. Läst 20 maj 2011.
10. ↑  ”Listplacering”. http://finnishcharts.com/showitem.asp?interpret=Rihanna+feat%2E+Jay-Z&titel=Umbrella&cat=s. Läst 20 maj 2011.
11. ↑  ”Listplacering”. http://italiancharts.com/showitem.asp?interpret=Rihanna+feat%2E+Jay-Z&titel=Umbrella&cat=s. Läst 20 maj 2011.
12. ↑  ”Listplacering”. http://dutchcharts.nl/showitem.asp?interpret=Rihanna+feat%2E+Jay-Z&titel=Umbrella&cat=s. Läst 20 maj 2011.
13. ↑  ”Listplacering”. http://norwegiancharts.com/showitem.asp?interpret=Rihanna+feat%2E+Jay-Z&titel=Umbrella&cat=s. Läst 20 maj 2011.
14. ↑  ”Listplacering”. Arkiverad från originalet den 24 oktober 2007. https://web.archive.org/web/20071024145610/http://charts.org.nz/showitem.asp?interpret=Rihanna+feat%2E+Jay%2DZ&titel=Umbrella&cat=s. Läst 20 maj 2011.
15. ↑  ”Listplacering”. http://hitparade.ch/showitem.asp?interpret=Rihanna+feat%2E+Jay-Z&titel=Umbrella&cat=s. Läst 20 maj 2011.
16. ↑  ”Listplacering”. http://swedishcharts.com/showitem.asp?interpret=Rihanna+feat%2E+Jay-Z&titel=Umbrella&cat=s. Läst 20 maj 2011.
17. ↑  ”Listplacering”. http://austriancharts.at/showitem.asp?interpret=Rihanna+feat%2E+Jay-Z&titel=Umbrella&cat=s. Läst 20 maj 2011.
18. ↑  ”Listplacering”. http://swedishcharts.com/showitem.asp?interpret=Lillasyster&titel=Umbrella&cat=s. Läst 20 maj 2011.
19. ↑  ”Listplacering”. http://www.ultratop.be/nl/showitem.asp?interpret=The+Baseballs&titel=Umbrella&cat=s. Läst 20 maj 2011.
20. ↑  ”Listplacering”. http://www.ultratop.be/fr/showitem.asp?interpret=The+Baseballs&titel=Umbrella&cat=s. Läst 20 maj 2011.
21. ↑  ”Listplacering”. http://finnishcharts.com/showitem.asp?interpret=The+Baseballs&titel=Umbrella&cat=s. Läst 20 maj 2011.
22. ↑  ”Listplacering”. http://dutchcharts.nl/showitem.asp?interpret=The+Baseballs&titel=Umbrella&cat=s. Läst 20 maj 2011.
23. ↑  ”Listplacering”. http://norwegiancharts.com/showitem.asp?interpret=The+Baseballs&titel=Umbrella&cat=s. Läst 20 maj 2011.
24. 1 2  ”Listplacering”. http://hitparade.ch/showitem.asp?interpret=The+Baseballs&titel=Umbrella&cat=s. Läst 20 maj 2011.
25. ↑  ”Listplacering”. http://spanishcharts.com/showitem.asp?interpret=The+Baseballs&titel=Umbrella&cat=s. Läst 20 maj 2011.
26. ↑  ”Listplacering”. http://swedishcharts.com/showitem.asp?interpret=The+Baseballs&titel=Umbrella&cat=s. Läst 20 maj 2011.